# Kim Soo-young
Kim Soo-young (* 27. November 1921 in Seoul; † 16. Juni 1968 in Seoul) war ein koreanischer Lyriker und Übersetzer.

## Leben
Kim Soo-young absolvierte die Sŏllin Handelsoberschule und ging danach nach Japan, um dort an der Tokyo University of Commerce zu studieren. 1943 kehrte er nach Korea zurück, um der Einberufung als Studentensoldat in Japan zu entgehen. Ein Jahr später zog er mit seiner Familie nach Jilin, Mandschurei und unterrichtete dort an der Jilin Oberschule. Zu dieser Zeit engagierte er sich stark am dortigen Theater. Nach der Befreiung 1945 kehrte er nach Seoul zurück, um dort als Dolmetscher zu arbeiten, und schrieb sich schließlich noch einmal an der Anglistik-Fakultät der Yŏnhŭi Universität ein, schloss das Studium jedoch nicht ab.
Er wurde von der nordkoreanischen Volksarmee einberufen und geriet in Kriegsgefangenschaft. 1952 kam er in das Kriegsgefangenenlager auf der Insel Kŏje, wo er als Dolmetscher für den Direktor der Krankenstation und für die U.S Armee tätig war. Kim unterrichtete später Englisch an der Sŏllin Handelsoberschule und begann für die Wochenzeitschriften Pazifik (주간 태평양) und Friedenszeitung (평화신문) zu arbeiten. 1955 setzte er sich zur Ruhe und begann eine Geflügelzucht auf seinem Hof, um sich der Lyrik, der Übersetzung und der Literaturkritik zu widmen. Er starb am 16. Juni 1968.

## Arbeiten

### Koreanisch

#### Gedichtsammlungen
- 새로운 도시와 시민들의 합창 Die neue Stadt und ihr Chor (1949)
- 달나라의 장난 Schabernack auf dem Mond (1958)
- 거대한 뿌리 Das kolossale Horn (1974)
- 달의 행로를 밟을지라도 Den Weg zum Mond betreten (1976)

#### Prosasammlungen
- 퓨리턴의 초상 Portrait eines Puritaners (1976)

#### Werke als Übersetzer
- 카뮈의 사상과 문학 Camus Ideen und Literatur (1958)
- 현대문학의 영역 Englische Übersetzung von moderner Literatur (1962)

### Übersetzungen

#### Deutsch
- Der Wächter der Wolke: ausgewählte Gedichte (김수영 시선-구름의 파수병), Edition Peperkorn (2001) ISBN 978-3929181302
- Jenseits des Rausches. Gedichte, Edition Peperkorn (2005) ISBN 978-3929181678

#### Englisch
- Variations: Three Korean Poets (3인 시선-사랑의 변주곡-), Cornell Univ. East Asia Program (2002) ISBN 978-1885445100

#### Französisch
- Cent Poèmes (김수영 시선), William Blake (2000) ISBN 9782841030958

## Auszeichnungen
- 1958: 1회 한국시인협회상 (Preis der Vereinigung koreanischer Lyriker)
- 1999: 한국예술평론가협의회 20세기를 빛낸 한국의예술인 (Auszeichnung als erfolgreicher Künstler des 20. Jahrhunderts durch die Vereinigung koreanischer Kunstkritiker)
- 2001: 금관문화훈장 (Orden für kulturelle Verdienste in Gold)